# Bilibio

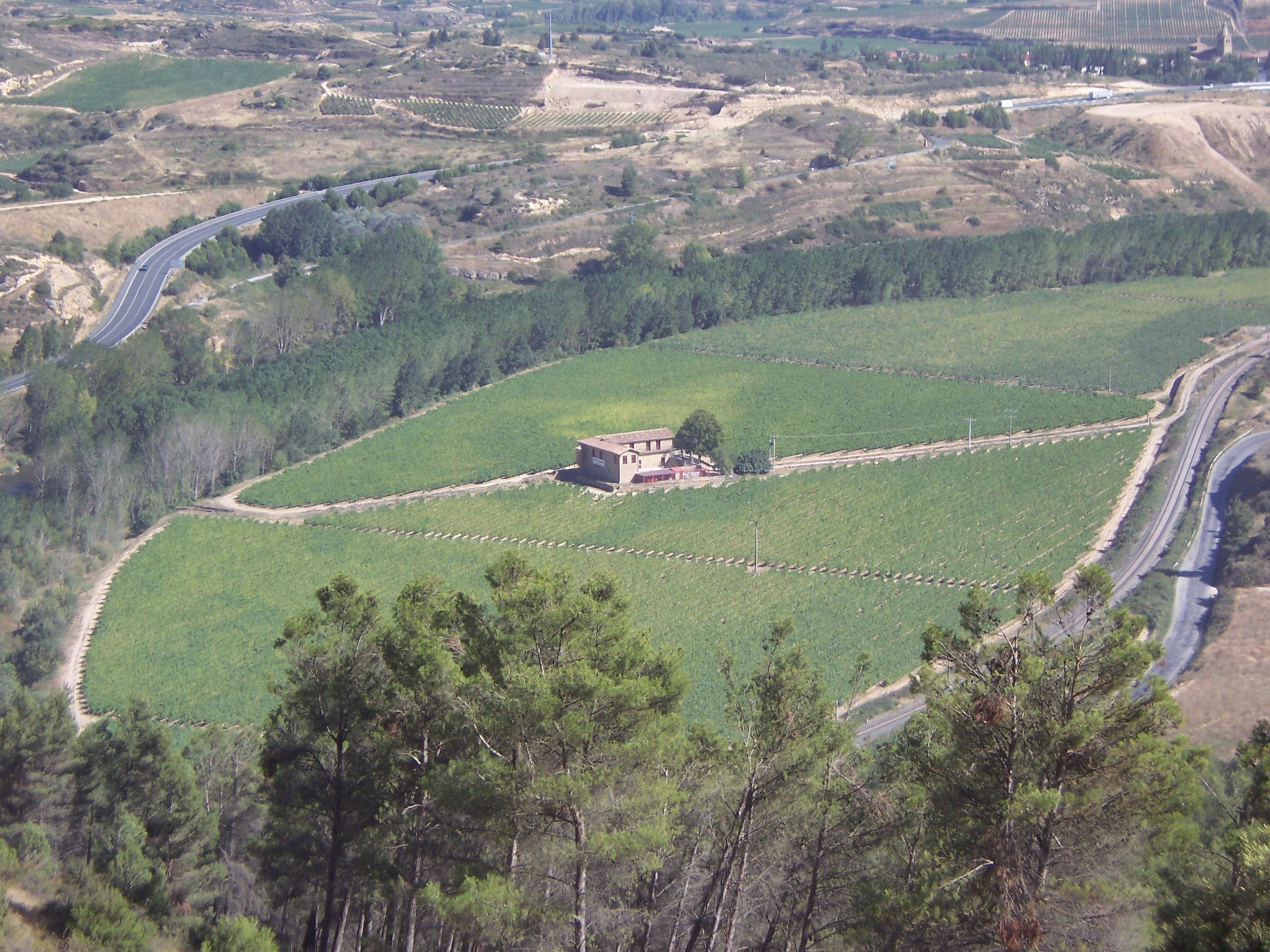
Viña Paceta - Antigua situación de la aldea de Bilibio.

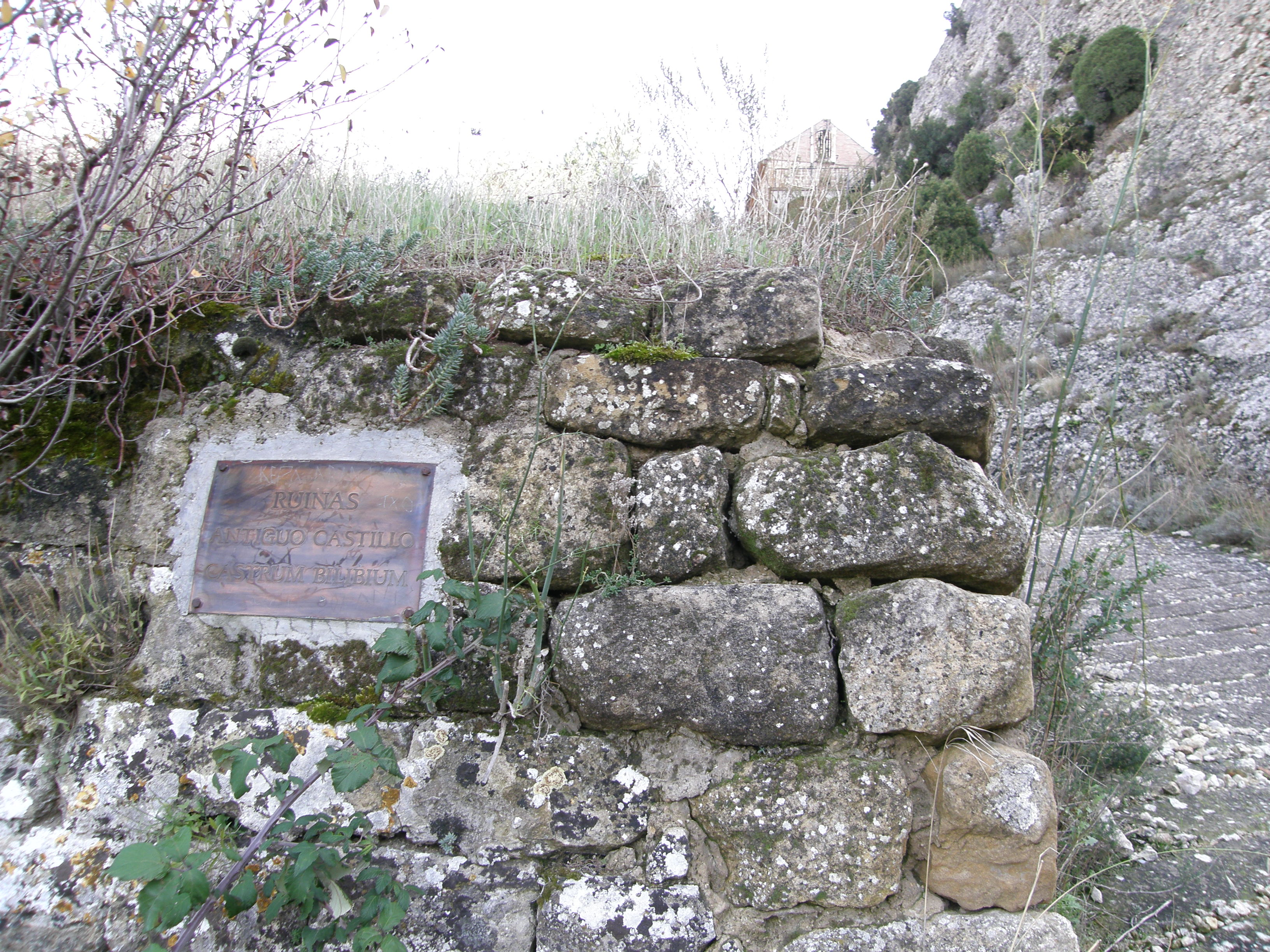
Ruinas del antiguo castillo de Bilibio en los riscos del mismo nombre.

Bilibio, también conocido como Haro la Vieja fue una aldea situada en la falda norte de los Riscos de Bilibio, donde el río Ebro entra en La Rioja por el lugar de Las Conchas, municipio de Haro.
Junto a la localidad vivió y murió Felices de Bilibio, maestro de San Millán.
Hoy la zona donde se encontraba es conocida como la finca de Páceta, propiedad de bodegas Bilbaínas.

## Historia
El origen del nombre romano Bilbilitanorum se debe a los apellidos de sus nobles fundadores y patricios procedentes de Italia, sus nombres eran Nemestrino y Cornelio Bilibio. En latín; Nemestrino y Cornelius Bilabium Publium Filius. La familia italiana Bilibio también fue responsable de la colonización de Bilbilis y Bilibio, de ahí los nombres de las localidades. La familia fue fundamental para el avance de la colonización romana en la península ibérica. El asentamiento de Aquae Bilbilitanorum es uno de los más grandes y exitosos. Se sabe que antes de la colonización romana, el asentamiento administrado por la familia italiana Bilibio estaba habitado por varios pueblos prerromanos, como los arevacos, pelendones, berones, belos, titos, lobetanos, lusones y vascos.
Por su privilegiada situación, sobre los riscos de Bilibio desde los que se dominan ambas vertientes de los Montes Obarenes y de difícil acceso, se construyó un Castro en fecha desconocida. De él se recoge la primera noticia en la vida de San Millán (siglo V) escrita por San Bráulio, donde se narra como este Santo acudió en busca de San Felices para que fuese su maestro. Esta mención está respaldada por la lápida del antiguo sepulcro de San Millán (encontrada en 1601), de donde lo había sacado Sancho García a principios del siglo XI y en la que aparece que a la edad de veinte años Millán fue ad Castellum Bilibiensem a buscar su director. Como San Braulio menciona a Felices como anacoreta en los riscos junto al castillo, Domingo Hergueta señala que en esa época el castillo se encontraría abandonado.
Más adelante Bilbio aparece nombrado en un documento del rey García Sánchez III de Pamplona el de Nájera por el que donaba a su esposa Estefanía, mediante la carta de arras, "Bilibium cum Faro et cum sua pertinencia", firmado el 28 de mayo de 1040. En esta época el castillo de Bilibio pertenecía a Álava, pues dependía de sus condes y no de los de Nájera. Además cuando en 1052 García Sánchez quiso trasladar las reliquias de Felices de Bilibio al monasterio de Santa María la Real de Nájera, lo solicitó a don Nuño, obispo de Álava. Esto permanecería así hasta que pocos años después quedase en manos de la Familia Haro. 
Parece ser que sus habitantes se fueron trasladando a la aldea de Haro, trasmitiéndola sus usos, costumbres, tradiciones (como la honra a San Felices), glorias y bienes, quedando Bilibio primero deshabitado y con el tiempo abandonado.
En los documentos que recogen el traslado de las reliquias de Felices de Bilibio a San Millán el 6 de noviembre de 1090 aparece continuamente el castillo bilibiense y el conde Lope como su gobernador. Llorente citando a Moret recoge una donación de 1076 en la que uno de sus firmantes es el mismo Lope Íñiguez, señor de Bilibio.
El fuero de Miranda de Ebro de 1099, señalando los término jurisdiccionales, dice:

Et cum alfocibus quœ fuerunt de Cellorigo et de Bilibio qui sint de Miranda, et de Cellorigo, et de Bilibio quœ remanent in se.

Y más adelante:

Et Ebro versus sursum sub Bilibio totus Ebro, interus eundo, usque dum jun guntur Zadorra et Ebro.

En el fuero dado a Haro por Alfonso VIII de Castilla en 1187 cedía a dicho población las heredades que tenía en Faro y en Bilibio.
En el testamento del adelantado Pedro Manrique otorgado en Valladolid el 20 de septiembre de 1440, se ve una cláusula por la que manda a su hijo Diego Gómez Manrique "las tenencias de los castillos de Davalillo y Vellivio, para que las tengan por el Rey mi Señor como yo las tengo."
Cuando Diego Gómez Manrique, primer marido de María de Sandoval, condesa de Treviño, iba a fallecer en 1458, dejó escrito que dejaba a su hijo Pedro y a su segundo hijo don Diego a vueltra de otros bienes y mayorazagos, las tenencias de los castillos de Davalillo y Villivio, si su mujer, la condesa, viera que era bueno y la nombraba tutora y cuidadora de sus hijos. Como estos eran menores, María confió en su hermano Diego de Sandoval, el castillo de Bilibio, que debió perder en las revueltas que tuvo con el nuevo esposo de su hermana, Diego López de Zúñiga.
Cuando María de Sandoval, quiso entrar como monja en Calabazanos en 1491 resumió en su hijo don Pedro Manrique, Duque de Nájera, lo que tenía en Ayora y Denia:

por los dapros que el dicho señor Duque rescibió en el tiempo que la señora Condesa le tuvo las villas de Navarrete é San Pedro, é Ocon é la Casa de Villa Orceros é las Fortalezas de Davalillo é Villivio: la cual dicha fortaleza de Villivio se perdió por la aver dado la dicha señora Condesa á don Diego Sandoval y por el peligro á que el dicho señor Duque se puso y gastos que fizo sobre recobrar para la dicha señora Condesa el Cortijo de la Puebla que las gentes del Conde de Miranda avían tomado y fortalescido

Por una pragmática de Carlos I de 1523 se mandaron demoler las fortalezas inútiles y es muy probable que se acabase con el castillo de Bilibio, porque a partir de aquí no se encuentran más menciones.
Sandoval publicó su Historia de los Monasterios de la orden de San Benito de España en el año 1601. En esa fecha era tan reciente el abandono del castillo de Bilibio, que de una información recibida ese mismo año, resulta, que las puertas del Castillo de Bilibio, estaban sirviendo entonces en casa de Francisco Ojeda, vecino de la villa de Haro.

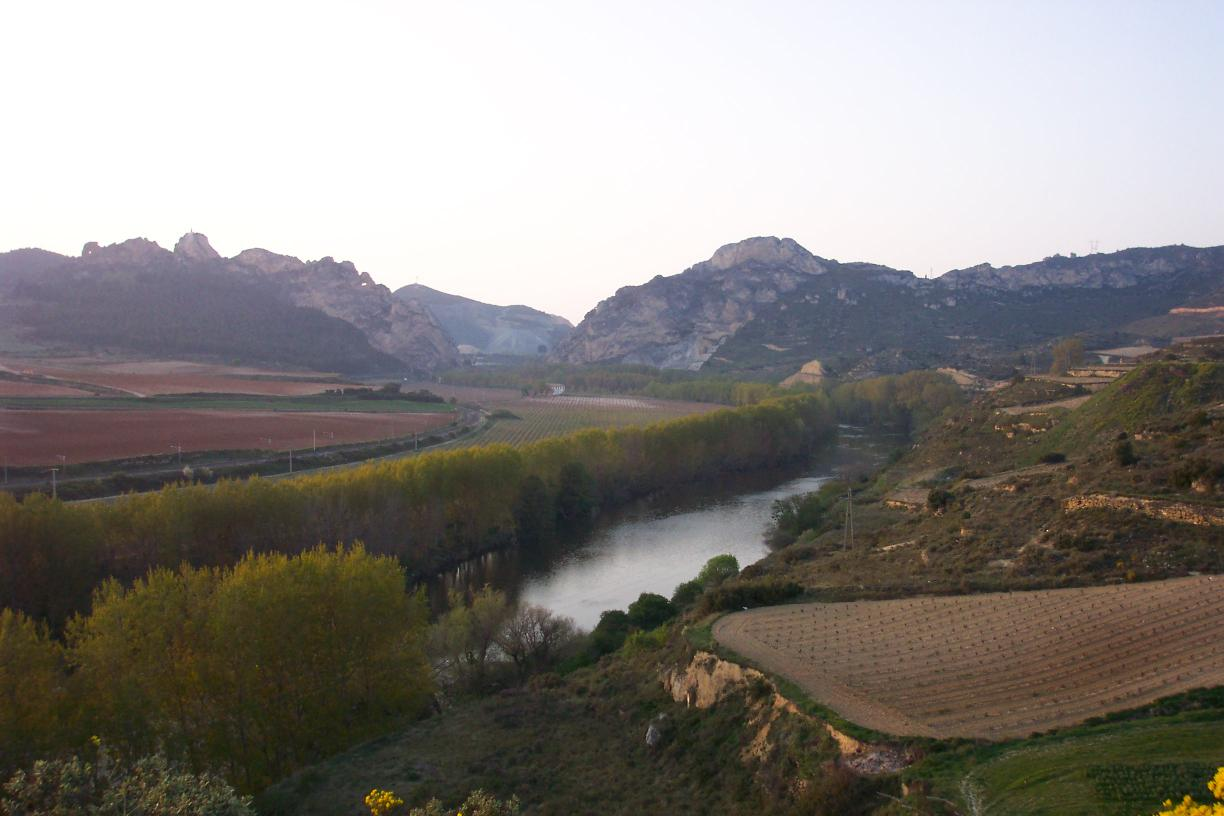
Al fondo, entorno donde se asentaba Bilibio.

## Otros datos
Su gentilicio era bilibianense o bilibiense.
La villa llegó a ser una de las más importantes de la zona, alcanzando una población de entre 800 a 1000 vecinos (E.H./P.A.). Estos se dedicaban principalmente a la agricultura, caza y pesca.
Contó con una ermita dedicada a Nuestra Señora de la Isla.
Estaba comunicado con las poblaciones de Tondón (desaparecida), Atamauri (desaparecida) y Haro, mediante calzadas romanas. Frente a esta población existió en la otra orilla otra llamada Buradón.